# 1998 XS9
1998 XS9 är en asteroid i huvudbältet som upptäcktes den 14 december 1998 av den kroatiska astronomen Korado Korlević vid Višnjan-observatoriet.
Asteroiden har en diameter på ungefär 4 kilometer.